# Julián Orbón
Julián Orbón, né le 7 août 1925 à Avilés (Asturies), et mort le 21 mai 1991 à Miami (Floride), est un compositeur et un critique musical hispano-cubain.

## Biographie
Julián Orbón est né dans une famille ayant une forte tradition de musique, car son père était le pianiste connu Benjamín Orbón. Julián a commencé très tôt à recevoir des leçons de piano données par son père et par Óscar Lorié en 1932, alors qu'il était âgé de sept ans.
Cette année 1932, il arrive avec son père à La Havane et peu de temps après, la famille entière vient à Cuba, pour échapper aux événements politiques qui déchirent l'Espagne dans les années 1930.
Une fois installé à Cuba, il reçoit des leçons du compositeur espagnol naturalisé cubain José Ardévol.
Dans les années 1940, il rejoint le groupe constitué par Ardévol, appelé «Grupo de Renovación Musical» et qui comprenait Harold Gramatges, Edgardo Martín, Hilario González, Gisela Hernández, Virginia Fleites.
Cet épisode musical néoclassique s'achève en 1945 quand il compose la «Sinfonía en do majeur». Un an avant, en 1944, il avait commencé à travailler comme critique musical dans le journal Alerta.
En 1945, il se fiance avec celle qui va devenir son épouse, Mercedes Vecino, et il gagne à un concours pour étudier avec Aaron Copland, musicien et compositeur très connu. Sous la tutelle de Copland, il perfectionne sa technique de composition orchestrale. De plus il fait la connaissance de personnages de grand renom à cette époque comme Alberto Ginastera, Roque Cordero, Juan Orrego-Salas, Héctor Tosar et Antonio Estévez, Lukas Foss et Leonard Bernstein.
Sa relation avec Copland ne pouvait qu'être très fructueuse et le professeur en personne a émis ce commentaire: «…le plus doué compositeur de la nouvelle génération à Cuba».
En 1954, il obtient une consécration définitive en se classant second au Festival de Caracas avec sa composition, «Tres Versiones Sinfónicas», ce qui lui ouvre les portes de l'Amérique. C'est ainsi qu'il commence à enseigner la composition au Mexique et à l'Université Columbia.
Il a été un homme engagé et un utopiste. Il a soutenu la révolution cubaine jusqu'à ce qu'il soit en désaccord avec les méthodes staliniennes du régime de Castro.
C'est autour de 1958 que Julián Orbon a adapté les Versos sencillos, poème du poète cubain José Martí, à la mélodie de Guantanamera, chanson composée dans les années 30 par le musicien populaire Joseíto Fernández. Selon ce que rapporte le poète cubain Cintio Vitier dans son livre "Lo cubano en la poesía": [c'était une] “...expérience inoubliable d'entendre Orbón chanter les vers de Martí avec la musique de Guantanamera". En 1961, le guitariste Leo Brouwer - petit-fils de Ernestina Lecuona la sœur aînée du maître Ernesto Lecuona - a chanté la chanson Guantanamera avec les vers de Martí et la chanson a commencé à devenir populaire dans toute l'île.
En 1960, Julián Orbón quitte New York, où il résidait, pour le Mexique sur l'invitation du gouvernement mexicain. 
En 1963, il quitte le Mexique pour diriger un master de composition aux États-Unis.
Après quatre ans passés aux États-Unis, en 1967 il revient pour la première fois en vingt ans en Espagne. 
En 1981, il retourne à Princeton.
Le 30 octobre 1986, il effectue son retour à Avilés, sa ville natale. Il a été reçu par la municipalité, qui lui décerne le titre de Hijo Predilecto de Avilés (Enfant chéri d'Avilés). Il a rendu une visite à l'École Municipale de Musique, récemment créée. La direction de l'École a profité de cette visite pour donner son nom au petit auditorium du centre. Au premier étage du centre, en voyant une classe portant le nom de son père, il a été sincèrement très ému. 
En 1990, il a été invité par l'Université de Miami. C'est dans cette ville que sa maladie s'est aggravée. Il est décédé à Miami le 21 mai 1991.
Ses restes mortuaires reposent à Avilés, selon les dernières volontés du compositeur.
Parmi les élèves de Julián Orbón, on peut citer Julio Estrada.

## Œuvres
- Sonata para piano «Homenaje al Padre Soler» (1942)
- «Canción para nuestro niño», basée sur un poème de Fray Luis de León
- Dos canciones avec des textes de García Lorca
- «Romance de Fontefrida», pour quatre voix mixtes (1944)
- Musique de scène pour Le Siège de Numance de Miguel de Cervantes (1943)
- Dos danzas y un interludio para "La Gitanilla" de Cervantes
- «Capricho Concertante»
- «Pregón» (pour voix, flûte, hautbois, basson, cor et piano, sur un poème de Nicolás Guillén (1943)
- «Quinteto para clarinete y cuerda»
- «Sinfonía en Do mayor»
- «Cuarteto de Cuerda» (1951)
- «Tres Versiones Sinfónicas» (1954)
- «Himnus ad Galli Cantum» (1955)
- «Concerto Grosso» pour quatuor de cordes et orchestre (1958)
- «Danzas Sinfónicas»
- «Tres Cantigas del Rey» (1960)
- «Partitas números 1, 2 y 3» (1963-1964)
- «Liturgia en tres días» (inachevée)
- «Fantasía Tiento»
- «Homenaje a la Tonadilla»

## Prix
- Bourse Guggenheim en 1958 et 1969
- Prix de l'Académie Américaine des Arts et Lettres en 1967